# Crates d'Atenes (poeta)
Crates d'Atenes (en grec antic Κράτης) va ser un poeta còmic grec de la vella comèdia.
Era un contemporani una mica més jove de Cratí d'Atenes i va ser actor de les seves comèdies abans de començar a escriure-les ell mateix, segons diu Diògenes Laerci. Va florir després de l'any 449 aC i segons el que diu Aristòfanes va morir abans del 424 aC. També diu que va ser un dels escriptors més importants de la generació anterior a la d'ell, i que les seves comèdies eren educades i enginyoses. Segons altres fonts, buscava l'alegria i la diversió en les seves obres, i fins i tot hauria introduït personatges borratxos a l'escena. El seu exemple va ser seguit per autors posteriors, i pels poetes de la nova comèdia era una pràctica habitual. Aristòtil diu a la Poètica que va ser el primer comediògraf atenenc que va abandonar l'estil iàmbic i va compondre obres amb una trama coherent, seguint l'estil dels poetes còmics sicilians.
Hi ha molta confusió sobre els títols i les obres de Crates. Suides barreja dos autors amb el nom de Crates, i en fa un de sol. Altres gramàtics diuen que va escriure set o vuit comèdies, però els títols que se li poden atribuir són catorze: 
- Γείτονες ('Geitones', veïns)
- Διόνυσος 1. ('Dionisos', Dionís)
- Ἥρωες ('Heroes' herois)
- Θηρία ('Theria')
- Θησαυρός 1. ('Thesauros' tresor)
- Λάμια ('Lamia' Làmia)
- Μέτοικοι 1. ('Metoikoi' metecs)
- Ὄρνιθες ('Ornices' ocells)
- Παιδιαί ('Paidiai' nens, jovenets)
- Πεδῆται 1. ('Pedetai' cadenes)
- ᾽Ρήτορες ('Retores' coneguts, cèlebres)
- Σάμιοι ('Samioi' de Samos)
- Τόλμαι ('Tolmai' coratjosos)
- i Φιλάργυρος1. ('Filargyros' amant del diner)

1. d'adscripció incerta.
Aquestes vuit podrien ser obra seva: 
- Γείτονες
- Ἤρωες
- Θηρία
- Λάμια
- Παιδιαί
- Ρήτορες,
- Σάμιοι,
- Τόλμαι

L'estil i el llenguatge de Crates són senzills i elegants, amb poques paraules erudites i sense construccions rebuscades. Utilitza una peculiaritat mètrica molt rara, ja que situa un final en espondeu en un tetràmetre anapèstic.